# Gebhard Aberer
Gebhard Aberer (* 1959 in Dornbirn) ist ein ehemaliger österreichischer Skispringer.

## Werdegang
Bei der Junioren-Weltmeisterschaft 1977 erreichte Aberer von der Normalschanze den 22. Rang. Ab 1978 nahm er, zuerst nur auf seiner Heimatschanze in Innsbruck bei der Vierschanzentournee teil. Ab 1979 war er Mitglied im A-Nationalkader und sprang im neu geschaffenen Skisprung-Weltcup. In seinem ersten Weltcup-Springen in Oberstdorf konnte er dabei mit 155 m beim Skifliegen seine persönliche Bestleistung erzielen. Die Springen in Innsbruck und Bischofshofen beendete er auf dem 80. und dem 40. Platz. Durch einen sechsten Platz in Zakopane und einen vierten Platz in Saint-Nizier konnte er sich am Ende der Saison noch auf den 43. Platz in der Saison-Gesamtwertung steigern. Bei der Amerikanischen Springertournee 1980 gelang ihm ein zweiter Platz in der Tournee-Gesamtwertung. Ein Jahr später sprang er in Frankreich noch bei den Weltcup-Wettbewerben in Chamonix und St. Nizier, bevor er nach zwei achten Plätzen seine aktive Springerkarriere beendete.

## Erfolge

### Weltcup-Platzierungen
| Saison  | Platz | Punkte |
| ------- | ----- | ------ |
| 1979/80 | 42.   | 22     |
| 1980/81 | 44.   | 16     |

### Schanzenrekorde
| Ort           | Land               | Weite               | aufgestellt am | Rekord bis |
| ------------- | ------------------ | ------------------- | -------------- | ---------- |
| Iron Mountain | Vereinigte Staaten | 113,0 m (HS: 130 m) | 1978           | 1980       |